# Hof Korvatunturi
 Hof Korvatunturi  is een Belgisch bier van hoge gisting.
Het bier wordt sinds 2008 gebrouwen in 't Hofbrouwerijke te Beerzel.
Het is een bruin kerstbier met een alcoholpercentage van 11%.
De naam van het bier verwijst naar Korvatunturi, de Finse berg waar volgens de legende de Kerstman zou wonen.